# Psaume 88 (87)
Le psaume 88 (87 selon la numérotation grecque) est attribué aux fils de Coré. C'est l'un des psaumes les plus sombres. Il exprime le désespoir d'un croyant accablé de douleur et de solitude et qui en appelle à Dieu.

## Texte
N.B. S’il y a conflit de numérotation des versets entre l’hébreu et le latin, c’est l’original hébreu qui prévaut et la traduction française le suit. Par contre, le latin ne se plie pas à la numérotation affichée. Les numéros de versets s'appliquent au texte latin, mais la traduction est décalée par endroits.
| verset | original hébreu                                                     | traduction française de Louis Segond | Vulgate latine |
| ------ | ------------------------------------------------------------------- | --- | --- |
| 1      | שִׁיר מִזְמוֹר, לִבְנֵי-קֹרַח:לַמְנַצֵּחַ עַל-מָחֲלַת לְעַנּוֹת; מַשְׂכִּיל, לְהֵימָן הָאֶזְרָחִי        | [Cantique. Psaume des fils de Koré. Au chef des chantres. Pour chanter sur la flûte. Cantique d’Héman, l’Ézrachite.]                                              | [canticum psalmi filiis Core in finem pro Maeleth ad respondendum intellectus Eman Ezraitae]                              |
| 2      | יְהוָה, אֱלֹהֵי יְשׁוּעָתִי-- יוֹם-צָעַקְתִּי בַלַּיְלָה נֶגְדֶּךָ                            | Éternel, Dieu de mon salut ! Je crie jour et nuit devant toi. | Domine Deus salutis meae die clamavi et nocte coram te                                                                    |
| 3      | תָּבוֹא לְפָנֶיךָ, תְּפִלָּתִי; הַטֵּה אָזְנְךָ, לְרִנָּתִי                                  | Que ma prière parvienne en ta présence, ! Prête l’oreille à mes supplications !                                                                                   | intret in conspectu tuo oratio mea inclina aurem tuam ad precem meam                                                      |
| 4      | כִּי-שָׂבְעָה בְרָעוֹת נַפְשִׁי; וְחַיַּי, לִשְׁאוֹל הִגִּיעוּ                               | car mon âme est rassasiée de maux, et ma vie s’approche du séjour des morts.                                                                                      | quia repleta est malis anima mea et vita mea in inferno adpropinquavit                                                    |
| 5      | נֶחְשַׁבְתִּי, עִם-יוֹרְדֵי בוֹר; הָיִיתִי, כְּגֶבֶר אֵין-אֱיָל                           | Je suis mis au rang de ceux qui descendent dans la fosse, je suis comme un homme qui n’a plus de force.                                                           | aestimatus sum cum descendentibus in lacum factus sum sicut homo sine adiutorio                                           |
| 6      | בַּמֵּתִים, חָפְשִׁי:כְּמוֹ חֲלָלִים, שֹׁכְבֵי קֶבֶר-- אֲשֶׁר לֹא זְכַרְתָּם עוֹד;וְהֵמָּה, מִיָּדְךָ נִגְזָרוּ | Je suis étendu parmi les morts, semblable à ceux qui sont tués et couchés dans le sépulcre, à ceux dont tu n’as plus le souvenir, et qui sont séparés de ta main. | inter mortuos liber sicut vulnerati dormientes in sepulchris quorum non es memor amplius et ipsi de manu tua repulsi sunt |
| 7      | שַׁתַּנִי, בְּבוֹר תַּחְתִּיּוֹת; בְּמַחֲשַׁכִּים, בִּמְצֹלוֹת                                  | Tu m’as jeté dans une fosse profonde, dans les ténèbres, dans les abîmes.                                                                                         | posuerunt me in lacu inferiori in tenebrosis et in umbra mortis                                                           |
| 8      | עָלַי, סָמְכָה חֲמָתֶךָ; וְכָל-מִשְׁבָּרֶיךָ, עִנִּיתָ סֶּלָה                                | Ta fureur s’appesantit sur moi, et tu m’accables de tous tes flots. [Pause]                                                                                       | super me confirmatus est furor tuus et omnes fluctus tuos induxisti super me [diapsalma]                                  |
| 9      | הִרְחַקְתָּ מְיֻדָּעַי, מִמֶּנִּי: שַׁתַּנִי תוֹעֵבוֹת לָמוֹ; כָּלֻא, וְלֹא אֵצֵא                    | Tu as éloigné de moi mes amis, tu m’as rendu pour eux un objet d’horreur ; je suis enfermé et je ne puis sortir.                                                  | longe fecisti notos meos a me posuerunt me abominationem sibi traditus sum et non egrediebar                              |
| 10     | עֵינִי דָאֲבָה, מִנִּי-עֹנִי:קְרָאתִיךָ יְהוָה בְּכָל-יוֹם; שִׁטַּחְתִּי אֵלֶיךָ כַפָּי              | Mes yeux se consument dans la souffrance ; je t’invoque tous les jours, ô Éternel ! J’étends vers toi les mains.                                                  | oculi mei languerunt prae inopia clamavi ad te Domine tota die expandi ad te manus meas                                   |
| 11     | הֲלַמֵּתִים תַּעֲשֶׂה-פֶּלֶא: אִם-רְפָאִים, יָקוּמוּ יוֹדוּךָ סֶּלָה                          | Est-ce pour les morts que tu fais des miracles ? Les morts se lèvent-ils pour te louer ? [Pause]                                                                  | numquid mortuis facies mirabilia aut medici suscitabunt et confitebuntur tibi [diapsalma]                                 |
| 12     | הַיְסֻפַּר בַּקֶּבֶר חַסְדֶּךָ; אֱמוּנָתְךָ, בָּאֲבַדּוֹן                                     | Parle-t-on de ta bonté dans le sépulcre, de ta fidélité dans l’abîme ?                                                                                            | numquid narrabit aliquis in sepulchro misericordiam tuam et veritatem tuam in perditione                                  |
| 13     | הֲיִוָּדַע בַּחֹשֶׁךְ פִּלְאֶךָ; וְצִדְקָתְךָ, בְּאֶרֶץ נְשִׁיָּה                                  | Tes prodiges sont-ils connus dans les ténèbres, et ta justice dans la terre de l’oubli ?                                                                          | numquid cognoscentur in tenebris mirabilia tua et iustitia tua in terra oblivionis                                        |
| 14     | וַאֲנִי, אֵלֶיךָ יְהוָה שִׁוַּעְתִּי; וּבַבֹּקֶר, תְּפִלָּתִי תְקַדְּמֶךָּ                           | Ô Éternel ! j’implore ton secours, et le matin ma prière s’élève à toi.                                                                                           | et ego ad te Domine clamavi et mane oratio mea praeveniet te                                                              |
| 15     | לָמָה יְהוָה, תִּזְנַח נַפְשִׁי; תַּסְתִּיר פָּנֶיךָ מִמֶּנִּי                                | Pourquoi, Éternel, repousses-tu mon âme ? Pourquoi me caches-tu ta face ?                                                                                         | ut quid Domine repellis orationem meam avertis faciem tuam a me                                                           |
| 16     | עָנִי אֲנִי וְגֹוֵעַ מִנֹּעַר; נָשָׂאתִי אֵמֶיךָ אָפוּנָה                                 | Je suis malheureux et moribond dès ma jeunesse, je suis chargé de tes terreurs, je suis troublé.                                                                  | pauper sum ego et in laboribus a iuventute mea exaltatus autem humiliatus sum et conturbatus                              |
| 17     | עָלַי, עָבְרוּ חֲרוֹנֶיךָ; בִּעוּתֶיךָ, צִמְּתוּתֻנִי                                   | Tes fureurs passent sur moi, tes terreurs m’anéantissent ; | in me transierunt irae tuae et terrores tui conturbaverunt me                                                             |
| 18     | סַבּוּנִי כַמַּיִם, כָּל-הַיּוֹם; הִקִּיפוּ עָלַי יָחַד                                  | elles m’environnent tout le jour comme des eaux, elles m’enveloppent toutes à la fois.                                                                            | circuierunt me sicut aqua tota die circumdederunt me simul                                                                |
| 19     | הִרְחַקְתָּ מִמֶּנִּי, אֹהֵב וָרֵעַ; מְיֻדָּעַי מַחְשָׁךְ                                     | Tu as éloigné de moi amis et compagnons ; mes intimes ont disparu.                                                                                                | elongasti a me amicum et proximum et notos meos a miseria                                                                 |

## Structure et thème du psaume
Cette prière d'un supplicant anonyme au seuil du séjour des morts est l'une des pages les plus sombres de l'Ancien Testament. Elle s'apparente aux supplications les plus désespérées de Job, sans qu'y semble apparaître la moindre lumière d'espoir. Le vocabulaire du psaume est accablant : mort, tombe, ténèbres, abîme, colère, horreur, effroi, épouvante, malheur, perdition.
Toutefois, au mystère d'un malheur absolu s'oppose le mystère de la prière. On ne peut prier la nuit [v. 2], le matin [v. 14] et le jour [v. 10] sans l'espérance d'être entendu. C'est une prière à la bienveillance de Dieu, sans "marché" passé avec le Tout-Puissant : aucune demande de secours n’est formulée explicitement ; aucune promesse d’action de grâce n’est faite en retour d’un éventuel secours. Le supplicant se fie à la bonté du Seigneur, bien qu'il n'ai jusqu'ici pas répondu : sa foi est indestructible, malgré les épreuves et le silence de Dieu.

## Usages liturgiques

### Dans le christianisme

#### Chez les catholiques
Ce psaume composé l'office du soir, celui des complies. Il peut être lu ou chanté.

#### Dans le rite byzantin
Ce psaume fait partie de l'hexapsalme, un ensemble de six psaumes (les psaumes 3, 38, 63, 88, 103 et 143) qui constituent le cœur de l'orthros, c'est-à-dire l'office des Matines dans le culte des Églises d'Orient – Églises orthodoxes et Églises catholiques de rite byzantin. 

## Mise en musique
- Marc-Antoine Charpentier compose vers 1690 un "Domine Deus salutis meae" , H.207 pour solistes, chœur, flûtes, cordes, et basse continue.